# Прва лига Републике Српске у фудбалу 2003/04.
Прва лига Републике Српске у фудбалу 2003/04. је девета по реду сезона Прве лиге Републике Српске у организацији Фудбалског савеза Републике Српске. Прво коло сезоне је почело 16. августа 2003. а посљедње 30. коло је завршено 29. маја 2004. године. У овој сезони се такмичило 16 клубова.
Побједник сезоне је Славија из Српског Сарајева која се квалификовала у Премијер лигу 2004/05. У Другу лигу Републике Српске су на крају сезоне испала три клуба са најмање освојених бодова, Омладинац Моби'с из Бањалуке, Никос Канбера и Лединци из Бијељине.

## Клубови
| #   | Екипа                  | Град            | Стадион |
| --- | ---------------------- | --------------- | ------- |
| 1.  | Славија, Српско Сар.   | Српско Сарајево |         |
| 2.  | Младост, Гацко         | Гацко           |         |
| 3.  | Љубић, Прљавор         | Прњавор         |         |
| 4.  | Радник, Бијељина       | Бијељина        |         |
| 5.  | Напредак, Д. Шепак     | Шепак Доњи      |         |
| 6.  | Слога, Добој           | Добој           |         |
| 7.  | Дрина, Зворник         | Зворник         |         |
| 8.  | Рудар, Приједор        | Приједор        |         |
| 9.  | Козара, Градишка       | Градишка        |         |
| 10. | Дрина ХЕ, Вишеград     | Вишеград        |         |
| 11. | Јединство, Брчко       | Брчко           |         |
| 12. | Слобода, Нови Град     | Нови Град       |         |
| 13. | БСК Црни Ђорђе, БЛ     | Бања Лука       |         |
| 14. | Омладинац Моби'с, БЛ   | Бања Лука       |         |
| 15. | Никос Канбера, Руданка | Велика Буковица |         |
| 16. | Лединци, Бијељина      | Бијељина        |         |

## Коначна табела
| Плас. | Тим                    | ИГ | Д  | Н | ИЗ | ГД | ГП | ГР  | Бод | Прелазак у друге лиге                            |
| ----- | ---------------------- | -- | -- | - | -- | -- | -- | --- | --- | ------------------------------------------------ |
| 1.    | Славија, Српско Сар.   | 30 | 18 | 7 | 5  | 53 | 19 | +34 | 61  | Шампион Српске. Прелази у Премијер лигу 2004/05. |
| 2.    | Младост, Гацко         | 30 | 16 | 3 | 11 | 53 | 31 | +22 | 51  |                                                  |
| 3.    | Љубић, Прљавор         | 30 | 13 | 6 | 11 | 53 | 46 | +7  | 45  |                                                  |
| 4.    | Радник, Бијељина       | 30 | 13 | 5 | 12 | 35 | 35 | 0   | 44  |                                                  |
| 5.    | Напредак, Д. Шепак     | 30 | 13 | 5 | 12 | 35 | 40 | -5  | 44  |                                                  |
| 6.    | Слога, Добој           | 30 | 13 | 4 | 13 | 33 | 35 | -2  | 43  |                                                  |
| 7.    | Дрина, Зворник         | 30 | 11 | 8 | 11 | 40 | 42 | -2  | 41  |                                                  |
| 8.    | Рудар, Приједор        | 30 | 13 | 2 | 15 | 44 | 47 | -3  | 41  |                                                  |
| 9.    | Козара, Градишка       | 30 | 12 | 5 | 13 | 26 | 31 | -5  | 41  |                                                  |
| 10.   | Дрина ХЕ, Вишеград     | 30 | 13 | 2 | 15 | 33 | 39 | -6  | 41  |                                                  |
| 11.   | Јединство, Брчко       | 30 | 13 | 2 | 15 | 29 | 37 | -8  | 41  |                                                  |
| 12.   | Слобода, Нови Град     | 30 | 11 | 7 | 12 | 31 | 36 | -5  | 40  |                                                  |
| 13.   | БСК Црни Ђорђе, БЛ     | 30 | 11 | 7 | 12 | 30 | 28 | +2  | 40  |                                                  |
| 14.   | Омладинац Моби'с, БЛ   | 30 | 11 | 7 | 12 | 32 | 33 | -1  | 40  | Испали у Другу лигу Републике Српске             |
| 15.   | Никос Канбера, Руданка | 30 | 11 | 3 | 16 | 39 | 51 | -12 | 36  | Испали у Другу лигу Републике Српске             |
| 16.   | Лединци, Бијељина      | 30 | 9  | 5 | 16 | 34 | 50 | -16 | 32  | Испали у Другу лигу Републике Српске             |

ИГ = Играо утакмица; Д = Добио; Н = Нерјешено; ИЗ = Изгубио; ГД = Голова дао; ГП = Голова примио; ГР = Гол-разлика ; Бод = Бодови
Пошто су три екипе које су заузеле једно од 12. до 14. мјеста у коначној табели освојиле исти број бодова, њихов пласман је израчунат на основу резултата међусобних сусрета. Најслабија је била екипа Омладинца која је због тога заузела 14. мјесто у коначној табели и испала из Прве лиге Републике Српске у овој сезони.
| Плас. | Тим                  | ИГ | Д | Н | ИЗ | ГД | ГП | ГР | Бод | Прелазак у друге лиге                         |
| ----- | -------------------- | -- | - | - | -- | -- | -- | -- | --- | --------------------------------------------- |
| 12.   | Слобода, Нови Град   | 4  | 2 | 0 | 2  | 2  | 3  | -1 | 6   | Остају у Првој лиги Републике Српске 2004/05. |
| 13.   | БСК Црни Ђорђе, БЛ   | 4  | 1 | 2 | 1  | 3  | 2  | +1 | 5   | Остају у Првој лиги Републике Српске 2004/05. |
| 14.   | Омладинац Моби'с, БЛ | 4  | 1 | 2 | 1  | 2  | 2  | 0  | 5   | Испали у Другу лигу Републике Српске          |

| Првак Прве лиге Републике Српске 2003/04. |
| ----------------------------------------- |
| ФК Славија, Српско Сарајево 1. титула     |